# Калінінськ (Горлівка)

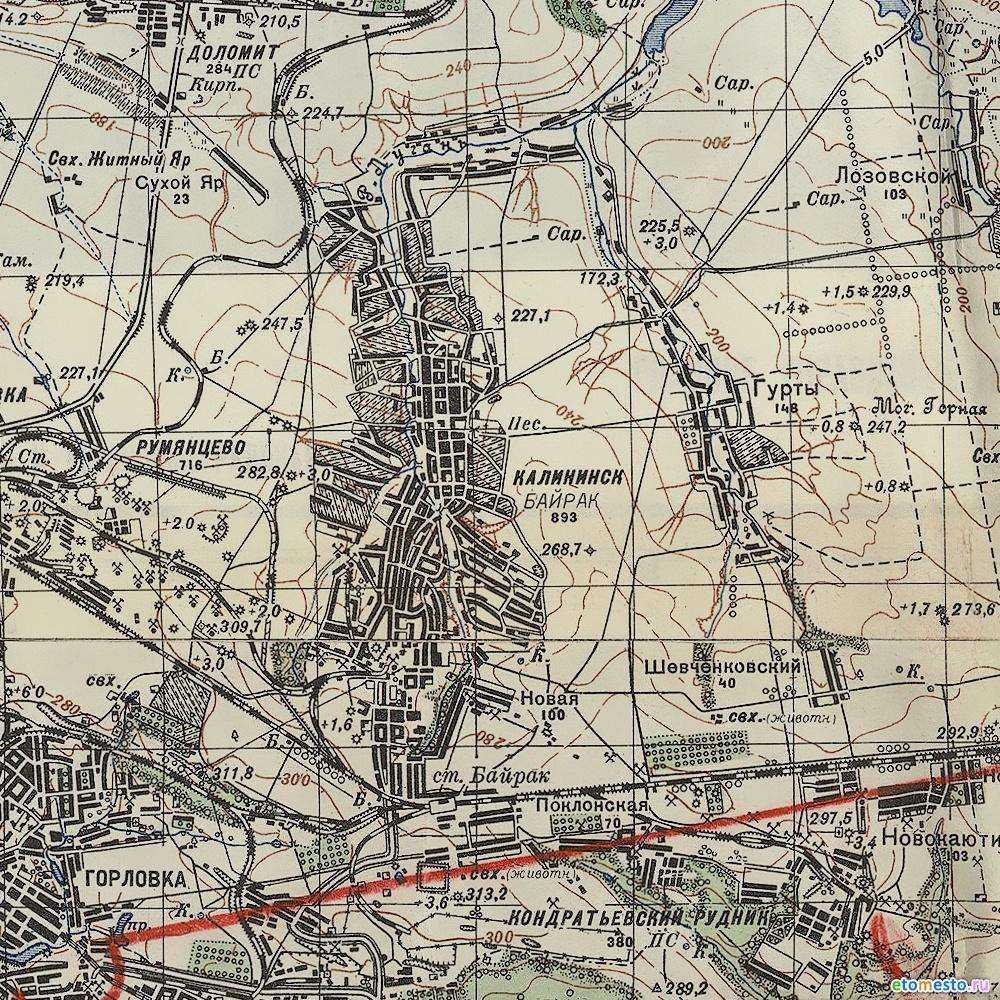
Фрагмент мапи РККА 1939 року. Зображене місто Калініськ (Байрак)

48°21′21″ пн. ш. 38°07′36″ сх. д. / 48.35583° пн. ш. 38.12667° сх. д.
Калінінськ (Байрак) — колишнє місто Донецької області радянської доби, що стало складовою частиною Горлівки. Було розташоване не північний схід від міста Горлівка. Тепер входить до Калінінського району міста.
1889 року італієць заклав вугільну копальню Святого Андрія на півдні найдавнішого запорозького поселення Байрак на терені сучасної Горлівки. 
1930 року Государєво-Байрацьку копальню Святого Андрія перейменовано на шахту імені М.І. Калініна. Відповідно шахтарське селище Байрак почало називатися Калінінським.
У 1938 році селище Калінінське перетворене на місто Калінінськ. На мапі генштабу Червоної армії 1940 року місто Калінінськ також означено давньою українською назвою Байрак. Населення міста склало 19336 осіб.
На 1939 рік тут був парк культури та відпочинку, літній кінотеатр, стадіон, зимовий клуб з бібліотекою та радіовузлом. У місті нараховувалося 7 неповних середніх шкіл, пошта, зберкаса, 2 амбулаторії, закінчувалося будівництво 2-вопоперхової середньої школи.
1941 (de-facto 1944) року Калінінськ увійшов до складу Калінінського району Горлівки.
Місцевість колищнього міста Калінінськ продовжує означатися давньою українську й тривалішою назвою Байрак, а робітниче селище біля залізниці та копальні - Калинівкою.